# David Štolpa
David Štolpa (* 3. března 1983 Znojmo) je český politik a živnostník, od října 2017 poslanec Poslanecké sněmovny PČR, od roku 2014 zastupitel a od roku 2015 radní města Znojmo, člen hnutí ANO 2011.

## Život
Pracuje jako živnostník, podniká v cestovním ruchu a s prodejem výpočetní techniky a elektroniky.
David Štolpa žije ve městě Znojmo, konkrétně v části Oblekovice.

## Politické působení
Je členem hnutí ANO 2011. V komunálních volbách v roce 2014 kandidoval za hnutí ANO 2011 do Zastupitelstva města Znojmo, ale neuspěl (skončil jako první náhradník). Kvůli nesouhlasu se zprostředkovanou účastí KSČM na vedení Znojma však složil ještě před první schůzí městského zastupitelstva mandát jeho stranický kolega Daniel Hudeček, a Štolpa se tak stal městským zastupitelem. V únoru 2015 byl navíc zvolen radním města. Ve volbách v roce 2018 mandát zastupitele města obhájil. Zůstal také ve funkci radního města. V komunálních volbách v roce 2022 kandidoval do zastupitelstva Znojma z 2. místa kandidátky hnutí ANO 2011. Mandát zastupitele města se mu podařilo obhájit. Dne 31. října 2022 byl zvolen radním města.
V krajských volbách v roce 2016 kandidoval za hnutí ANO 2011 do Zastupitelstva Jihomoravského kraje na 37. místě a neuspěl.
Ve volbách do Poslanecké sněmovny PČR v roce 2017 byl za hnutí ANO 2011 zvolen poslancem v Jihomoravském kraji, a to ze sedmého místa kandidátky. Ve volbách do Poslanecké sněmovny PČR v roce 2021 kandidoval za hnutí ANO 2011 na 7. místě v Jihomoravském kraji. Získal 1 966 preferenčních hlasů, a stal se tak znovu poslancem.
Ve sněmovních volbách v roce 2025 kandiduje na 8. místě kandidátní listiny hnutí ANO v Jihomoravském kraji.